# Frederick Griffith
Frederick Griffith (1879 – Londra, 1941) è stato un biologo inglese.
Nel 1928, attraverso quello che oggi è noto come esperimento di Griffith, propose la presenza di un principio trasformante alla base della trasformazione batterica. L'esperimento aprì la strada alla scoperta del DNA come molecola contenente l'informazione genetica.
Griffith morì durante un raid aereo su Londra, mentre era al lavoro con il collega e amico William M. Scott.
Frederick fu lo zio di John Stanley Griffith, un vincitore della Medaglia Faraday della Royal Society.

## L'esperimento di Griffith
Griffith stava lavorando alla messa a punto di un vaccino contro le frequenti endemie di polmonite esplose in Gran Bretagna al termine della prima guerra mondiale. Griffith stava utilizzando due linee del batterio Streptococcus pneumoniae: una, definita rugosa (R), non era in grado di indurre la malattia; l'altra, liscia (in inglese smooth, S), induceva la patologia perché dotata di capsula polisaccaridica. Essa tuttavia, se inattivata ad alte temperature, non era in grado di indurre patologia in seguito ad iniezione in topi.
La patologia insorgeva invece in seguito all'iniezione di batteri S inattivati e di R. Griffith isolò i batteri dal sangue dell'animale e scoprì che gli R avevano acquisito la capsula ed erano in grado di mantenerla lungo le generazioni. Griffith ipotizzò dunque la presenza di qualche principio trasformante in grado di trasferirsi dalla linea S inattivata a quella R. Solo alcuni anni più tardi fu chiaro che quel principio fosse il DNA.